# Juan Luis Iborra
Juan Luis Pérez Iborra (l'Alfàs del Pi; 25 de març de 1959) és un director de cinema i guionista valencià.

## Biografia
Va estudiar Art Dramàtic en Madrid des de 1979, debutant com a actor a la Sala Olimpia en 1982 amb Valentín.
Aviat descobreix la seva afició per l'escriptura, la qual cosa li porta a treballar com a guionista en diversos programes d'entreteniment a TVE —com ¡Hola Raffaella!. Al temps venen els primers guions per a sèries de televisió i pel·lícules. I en 1997 la seva primera pel·lícula com a director.
Molts dels seus projectes els ha realitzat al costat de Yolanda García Serrano: Amor de hombre, Km. 0, etc.
En 2008 estrena Enloquecidas amb Verónica Forqué, Silvia Abascal i Concha Velasco, sobre un guió escrit amb Antonio Albert.

## Obres

### Pel·lícules
- Enloquecidas (guió i direcció), 2008
- Valentín (guió i direcció), 2002
- Desafinado (guió), 2001
- Tiempos de azúcar (guió i direcció), 2000
- Km. 0 (guió i direcció), 1999
- Entre las piernas (guió), 1998
- Amor de hombre (guió i direcció), 1997
- ¿De qué se ríen las mujeres? (guió), 1997
- El amor perjudica seriamente la salud (guió), 1996
- Boca a boca (guió), 1995
- Oh, cielos (guió), 1994
- Todos los hombres sois iguales (guió), 1993
- ¿Por qué lo llaman amor cuando quieren decir sexo? (guió), 1992
- Salsa rosa (guió), 1991
- El robobo de la jojoya (guió), 1991

### Televisió
- Parany (direcció), 2019
- La que se avecina (guió i direcció), 2008
- A tortas con la vida (guió i direcció), 2006
- Aquí no hay quien viva (guió i direcció), 2005
- Las cerezas del cementerio (direcció), 2004
- Gala: Premis Goya (guió i direcció), 2004
- Gala: Premis Goya (guió i direcció), 2003
- Gala: Premis Goya (guió i direcció), 2001
- Todos los hombres sois iguales (guió), 1998
- Per a què serveix un marit? (guió), 1997
- Gala Premios Goya (guió), 1996
- A las 8 con Raffaella (guió), 1995
- Sevilla de Fiesta – Boda de la Infanta Elena (guió), 1995
- ¡Hola Raffaella! (guió i direcció), 1992/1995
- La Gala – Antena 3 (guió), 1994
- Sevilla Sogna – Expo ’92 TVE-RAI (guió i direcció), 1992
- Íntimamente (guió), 1992
- Estoy por ti – Gala presentació TVE (guió i direcció), 1992
- Objetivo indiscreto – TVE (guió i direcció), 1991
- Acompáñame – Gala TVE (guió i direcció), 1991
- Viaje al español (guió), 1990/91
- Gala Premios Goya (guió), 1990
- El día por delante (guió), 1990/98
- El séptimo cielo (guió), 1989
- Contigo (guió), 1988
- A la espera (guió), 1987

### Teatro
- Valentín. Adaptación teatral de la novela del mismo nombre de Juan Gil-Albert, estrenada en la Sala Olimpia de Madrid, 1983
- Mentiras, incienso y mirra - Co- Autor y director
- Historias de un Karaoque - Co- Autor y director
- Querida Matilde - Director y adaptación
- Confidencias muy íntimas - Director y adaptación
- Ni para ti ni para mí- Co- Autor y director
- Sofocos - Director

## Premis
Premis Goya
| Any       | Categoria            | Pel·lícula                     | Resultat  |
| --------- | -------------------- | ------------------------------ | --------- |
| IX edició | Millor guió original | Todos los hombres sois iguales | Guanyador |
| X edició  | Millor guió original | Boca a boca                    | Nominat   |

Medalles del Cercle d'Escriptors Cinematogràfics
| Any  | Categoria            | Pel·lícula                     | Resultat  |
| ---- | -------------------- | ------------------------------ | --------- |
| 1994 | Millor guió original | Todos los hombres sois iguales | Guanyador |

- Guanyador del Premi Agliff al «Millor Guió» per Amor de hombre al Festival Internacional de Cinema Gai i Lèsbic d'Austin (, 1998).
- Nominat al Premi Rosebud a la «Millor Pel·lícula» por Amor de hombre al Festival de Cinema Gai i Lèsbic de Verzaubert (, 1998).
- Guanyador del Premi del Públic i el Premi del Jurat com a «Millor Llargmetratge de Ficció» per Amor de hombre al Festival de Cinema Gai i Lèsbic de Miami (, 1999).
- Guanyador del Premi del Públic al «Millor Llargmetratge» per Km. 0 al Festival Internacional de Cinema Gai i Lèsbic de Filadèlfia (, 2001).
- Guanyador del Premi del Públic per Km. 0 al Festival de Cinema Gai i Lèsbic de Miami (, 2001).
- Guanyador del Premi Eurola per Km. 0 al Festival de Cinema Gai i Lèsbic de Hamburg (, 2001).
- Nominat al Premi Biznaga d'Or per Valentín al Festival de Cinema Espanyol de Màlaga (, 2002).
- Guanyador del Premi del Públic per Km. 0 com a Pel·lícula de Guió Destacat a l'Outfest de Los Angeles (, 2002).
- Guanyador del Premi del Públic a la Millor Pel·lícula per Km. 0, al Festival de Cinema Gai i Lèsbic de Boulder (, 2002).
- Guanyador de 6 Premis Tirant a la «Millor Sèrie de Ficció», Las cerezas del cementerio; «Millor Actor Secundari», Juli Mira; «Millor Fotografia», Federico Ribes; «Música Original», Luis Ivars; «Millor Disseny de Vestuari», Maribel Peydró i Maribel Monleón; i «Millor Direcció Artística», Pepón Sigler; en la Qinzena de l'Audiovisual Valencià (, 2005).
- Guanyador del Premi Acadèmia de Televisió a la «Millor Pel·lícula per a Televisió» per Las cerezas del cementerio, en la VIII Edició Premis Acadèmia de Televisió (, 2006).